# Бронт Гелліґен
Бронт Гелліґен (англ. Bronte Halligan, 12 серпня 1996) — австралійська ватерполістка. Учасниця Олімпійських ігор 2020, де її збірна потрапила до чвертьфіналу, але там поступилася Росії 8-9 і не боролася за медалі.